# Cornbelt Jamboree

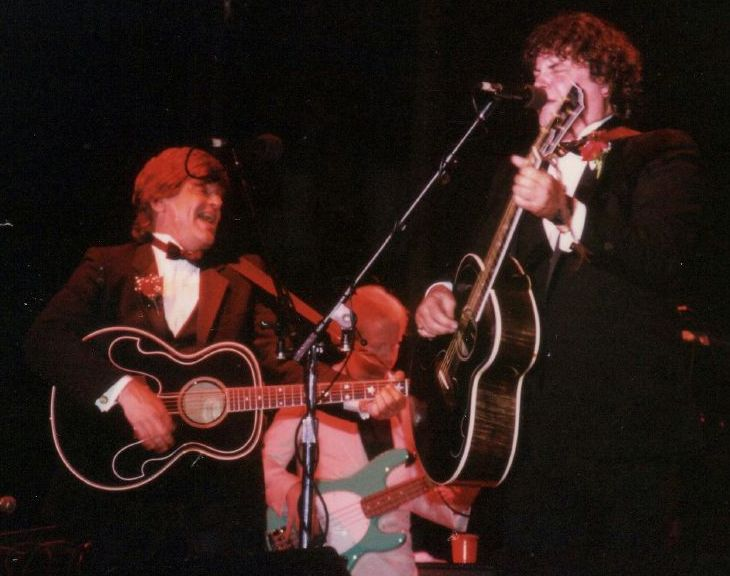
The Everly Brothers

Das Cornbelt Jamboree war eine US-amerikanische Country-Sendung, die von KMA aus Shenandoah, Iowa gesendet wurde.

## Geschichte
Das Cornbelt Jamboree wurde 1945 als Ersatz für die 1942 bedingt durch den Krieg abgesetzte Country School entwickelt. Die erste Folge des Jamborees startete daher 1945 von den Bühnen des City Auditoriums in Council Bluffs. Im Normalfall dauerte eine Show 90 Minuten, von denen eine halbe Stunde im Radio live übertragen wurde. Die beiden Moderatoren der Show waren Lou Black und Steve Wooden. Komikeinlagen wurden von „Elmer Axelbender“, der eigentlich Fred Warren hieß, geliefert. Im Cornbelt Jamboree trat außerdem Ike Everly regelmäßig auf, der Vater der Everly Brothers, die in den 1950er-Jahren mit Titeln wie Bird Dog oder Bye Bye Love Erfolge verzeichneten. Auch der kleine Don Everly absolvierte erste Auftritte im Jamboree. Weitere feste Mitglieder der Show waren Eddie Comer, Merl Douglas, Wayne Van Horn, Jimmy Morgan, Jerry Fronek, Zeke Williams und Joan Williams. Der Eintrittspreis für eine Show lag bei 50 US-Cent für Erwachsene bzw. 25 Cent für Kinder, ein vergleichsweise günstiges Vergnügen, auch zur damaligen Zeit.

### Ende
Ab Januar 1947 wurde das Cornbelt Jamboree zugunsten der KMA Country School wieder abgesetzt. Viele der Ensemble-Mitglieder der Show wechselten nun wieder zur alten Show, der Country School. Der Sendeplatz des Jamborees wurde von Hayloft Hoedown aus Philadelphia übernommen.

## Gäste und Mitglieder
| - Ike Everly & the Everly Brothers - Zeke Williams - Elmer Axelbender - Eddie Comer - Jerry Fronek - The West Sisters - Merl Douglas - Pat Evans - Joan Williams | - Wayne van Horn - Jimmy Morgan - Harpo Richardson |